# Całość pocztowa

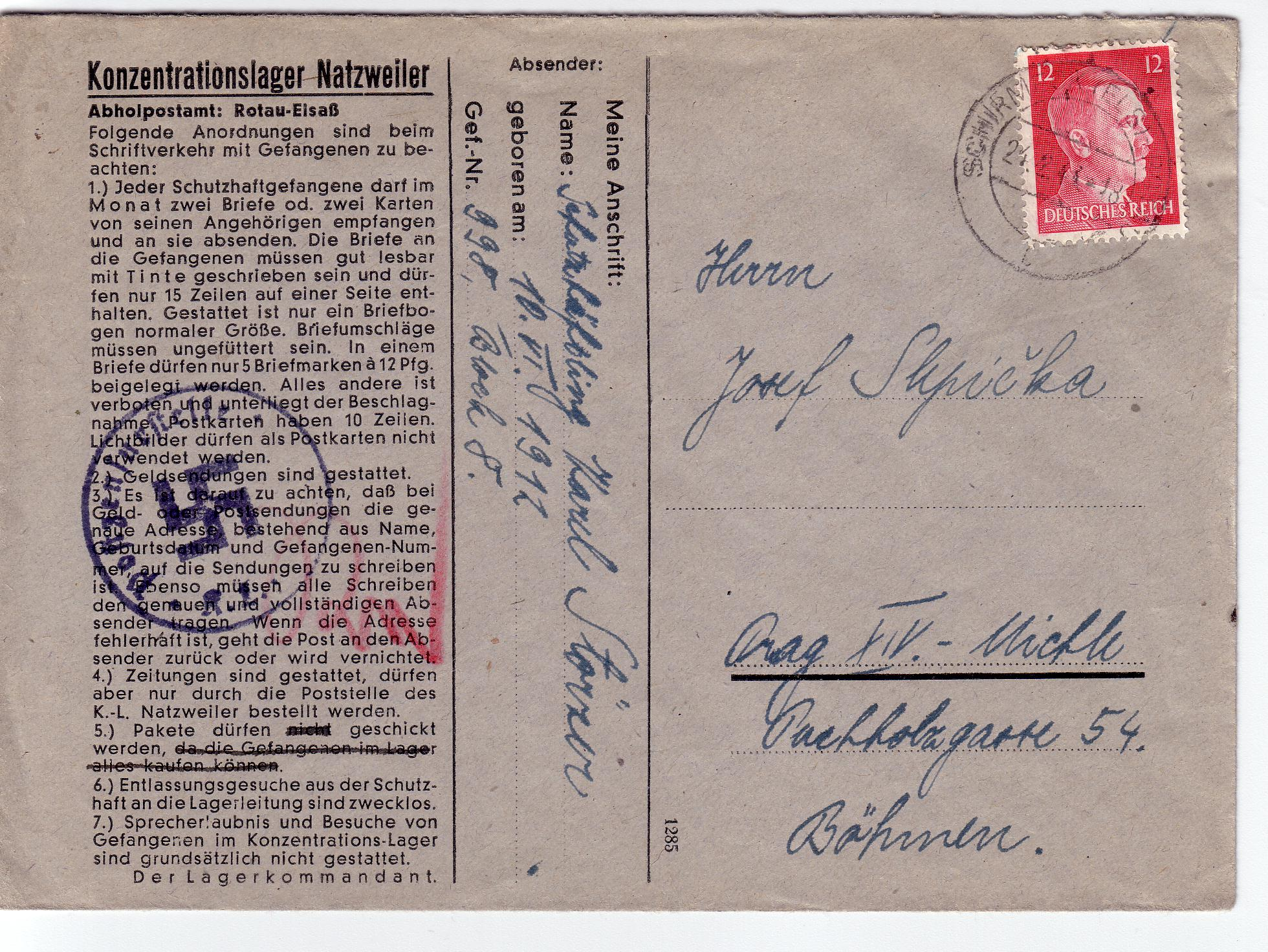
Całość pocztowa z 1944 r.

Całość pocztowa – kompletna koperta, list składany, kartka pocztowa ze znaczkiem, stemplem pocztowym. Niekiedy z nalepkami, stemplami pomocniczymi, tranzytowymi, docelowymi, stemplami lub adnotacjami cenzury, kontroli celnej.
Całość pocztowa jest przedmiotem kolekcjonowania w odrębnym dziale filatelistyki – historia poczty. Związek z tym działem wymaga znajomości czasu i miejsca wydania (stosowania) całości pocztowej. Całości pocztowe są dokumentami historycznymi, które potwierdzają czasem ważne zdarzenia z przeszłości.